# イングリッシュ・スタッグハウンド
イングリッシュ・スタッグハウンド（英：English Staghound）は、イギリスのイングランド原産のセントハウンド犬種の一つである。

## 歴史
11世紀にフランスのノルマンディー地方から輸入されたブラッドハウンドやタルボット・ハウンドがタ本種の先祖である。それをイギリスの気候や狩猟条件に適応させて誕生したものが本種である。
主にシカを狩ることを専門に使用されていた。鋭い嗅覚を活かしてパックでシカを追跡し、発見すると協力して自力で仕留めていた。シカ狩りは当時のイギリスの貴族に好まれていたスポーツであったため、スタッグハウンドの需要も非常に高かった。イギリス王室でもエリザベス1世の治世の頃から大規模なパックを所有していて、1814年まで活発にシカ狩りが行なわれていた。
しかし、開発による森林の減少や、シカそのものの生息頭数が少なくなってしまったことにより、需要は大きく低下してしまった。更にキツネ狩りが流行し始めてそれと取って代わられ、貴族のパックはシカ狩り用のスタッグハウンドのものから、キツネ狩り用のイングリッシュ・フォックスハウンドのものに変えられてしまった。スタッグハウンドのパックは多くが解体されて平民にも売り出された。だが、純血種としてのブリーディングは年々零細化し、他のセントハウンド犬種との混血が進んで絶滅寸前になってしまった。
最後まで残った唯一のパックはイギリス王室の所持するものであったが、これも1825年にタタソールで売りに出されてしまった。スタッグハウンドはハンプシャーに移され、その数年後でイギリス海峡を越えて新天地へ渡っていった。しかし、その地で野良犬が媒介した狂犬病にかかってしまい、多くの犬が命を落とした。奇跡的に病を克服したり、感染を逃れた犬もいたが、生存頭数は非常に少なかった。そのため種として生きながらえることが出来なくなり、徐々に頭数を減らしていき、最終的には絶滅してしまった。
一方で、雌犬3頭を入手して種の保存を試みたのは、日本でも著名なジャック・ラッセル・テリアを生み出したジョン・ラッセル（ジャック・ラッセル）牧師であった。しかし、再生計画を立てたが上手くいかず、最終的にジョン・ラッセル牧師は泣く泣く再生計画を断念。雌犬3頭は彼の友人に寄贈され、ウェルシュ・フォックスハウンドという別の犬種の犬質を高める目的で用いられるようになった。
1820年以降にスタッグハウンドと呼ばれた犬種は、今風にシカ狩りを再現するためにスタッグハウンドの血を取り入れたフォックスハウンドであった。

## 特徴
がっしりとした筋肉質の体つきをした、体重のあるパワフルなセントハウンド犬種である。そのような体型ではあるが、頭部はセントハウンドとしては比較的小さめで、マズル・脚・胴・首・尾が長く、外見のバランスも整っている。セント・ヒューバートの子孫らしく、耳は垂れ耳で、肩に届くほど長い。尾は飾り毛の無い、先細りの垂れ尾。コートはスムースコートで、毛色はホワイト若しくはミルクを地としてブラック、ブラウン、レモン、カフェオレなどのうちのいずれか一色の斑が入ったもの。体高は69cmもある大型犬で、性格は忠実、協調性があり狩猟本能が高い。生粋の猟犬で、運動量は非常に多かった。